# Leptotrichus leptotrichoides
Leptotrichus leptotrichoides là một loài chân đều trong họ Porcellionidae. Loài này được Arcangeli miêu tả khoa học năm 1942.